# Mia Rose
Mia Rose (portuguès: Maria Antónia Sampaio Rosa)  (Wimbledon, 26 de gener de 1988) és el nom artístic de Maria Antònia Teixeira Rosa, una cantautora lusitana-anglesa.

## Biografia
Mia Rose va néixer a Wimbledon, Londres. La Rose va obrir el seu compte de YouTube el 29 de desembre de 2006 durant les vacances de Nadal a la universitat. Va publicar vídeos diaris cantant diverses cançons de portada i en un mes va establir un nombre rècord de subscripcions per a un músic. El novembre de 2010, tenia més de 265.000 subscriptors de YouTube. El 2008, després del seu èxit a YouTube, va aparèixer a Google Zeitgeist i va ser ponent a la conferència SIME a Suècia.
Ella i el músic jordà, Hanna Gargour van interpretar la cançó "Waiting on the World to Change". La reina Rania de Jordània va assenyalar que aquesta cançó era un exemple de com l'art pot promoure una reducció de la bretxa cultural internacional.

## Resposta crítica
Alexa Baracaia, de l'Evening Standard, va informar el 30 de gener de 2007 que la seva pàgina de YouTube atreia més de 3 milions d'espectadors al mes, però que hi havia denúncies de "comentaris falsos" publicats per inflar la seva apel·lació. El març de 2008, Forbes va anunciar que estava entre les nominades als Premis de Vídeo de YouTube de 2008.[20] Elizabeth Goodman, de Rolling Stone, va assenyalar que estava "pertorbadorament ben empaquetada" i va assenyalar el vídeo d'un altre membre de YouTube que identificava nombrosos comptes falsos que podrien haver inflat artificialment les puntuacions de YouTube de Rose.

## Singles
| Single                | Any  | Chart Portuguès |
| --------------------- | ---- | --------------- |
| Let Go (Deixa'm anar) | 2009 | 2               |